# Piirissaare
Piirissaare (em estoniano:  Piirissaare vald) é um município rural estoniano localizado na região de Tartumaa.